# Mal dell'inchiostro

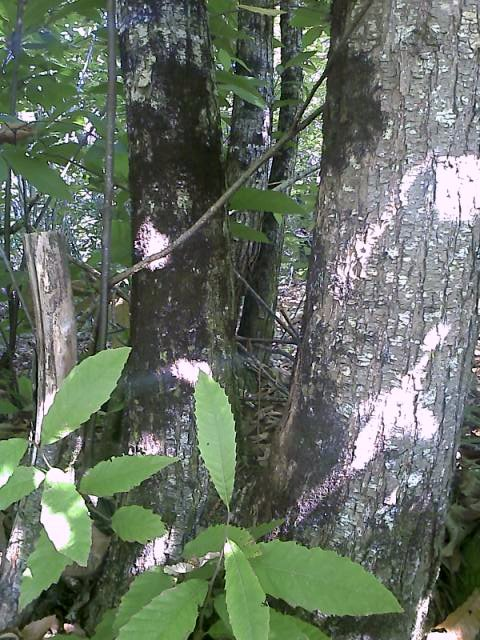
Castagno colpito da mal dell'inchiostro

Il mal dell'inchiostro è una malattia che colpisce gli alberi, ed in particolare il castagno.
È causata da due oomiceti Phytophthora cambivora e Phytophthora cinnamomi; il secondo è molto più pericoloso in quanto, mentre la specie cambivora attacca solo il castagno, la specie cinnamomi attacca oltre 900 specie di piante appartenenti a più di 200 generi ed ha quindi un potenziale di propagazione più elevato. La malattia si manifesta con l'annerimento delle radici e la comparsa di macchie scure simili a lingue di fuoco sui tessuti del cambio del fusto della pianta che partono dal colletto e si estendono verso l'alto fino ad un'altezza di 2 metri, si ha anche la formazione di un essudato nella parte colpita simile all'inchiostro (da cui il nome).
La malattia colpisce soprattutto in luoghi molto umidi e solitamente porta ad un indebolimento rapido della pianta interessata, con ingiallimento delle foglie e diminuzione della fioritura. La morte dell'albero sopraggiunge in un periodo di poche settimane per i casi più gravi ma 3-4 anni è la vita media della pianta malata.
Il "trattamento" consiste nel taglio netto dell'albero colpito e nell'eliminazione, meccanica o chimica, del ceppo; in alcuni casi si agisce con concimazioni azotate.